# クリス・ヴァイオレット
クリス・ヴァイオレット(Chris Violette, 1981年5月29日 - )はカナダ・オンタリオ州ミシサガ出身の俳優。

## 略歴
戦隊シリーズ 『パワーレンジャー・S.P.D.』のブルーレンジャー・スカイ役で知られる。
2007年の『ダイアリー・オブ・ザ・デッド』ではゴード役を演じる。

## 出演作品
- 『ダイアリー・オブ・ザ・デッド』 Diary of the Dead (2007)
- 『アメリカン・パイ in ハレンチ課外授業』 American Pie Presents Beta House (2007)